# Episodi di Ballers (quarta stagione)
La quarta stagione della serie televisiva Ballers, composta da nove episodi, è stata trasmessa sul canale statunitense HBO dal 12 agosto al 7 ottobre 2018.
In Italia, la stagione è stata distribuita su Sky Box Sets il 26 gennaio 2019 e andata in onda sul canale satellitare Sky Atlantic dal 12 al 22 agosto 2019.
| n° | Titolo originale                 | Titolo italiano                    | Prima TV USA      | Pubblicazione Italia |
| -- | -------------------------------- | ---------------------------------- | ----------------- | -------------------- |
| 1  | Rough Ride                       | Un viaggio tormentato              | 12 agosto 2018    | 26 gennaio 2019      |
| 2  | Don't You Wanna Be Obama?        | Non vorresti essere Obama?         | 19 agosto 2018    | 26 gennaio 2019      |
| 3  | This Is Not Our World            | Questo non è il nostro mondo       | 26 agosto 2018    | 26 gennaio 2019      |
| 4  | Forgiving Is Living              | Perdonare è vivere                 | 2 settembre 2018  | 26 gennaio 2019      |
| 5  | Doink                            | Cambio di rotta                    | 9 settembre 2018  | 26 gennaio 2019      |
| 6  | No Small Talk                    | Niente chiacchiere                 | 16 settembre 2018 | 26 gennaio 2019      |
| 7  | The Kids Are Alright             | I ragazzi stanno bene              | 23 settembre 2018 | 26 gennaio 2019      |
| 8  | The Devil You Know               | Il diavolo dentro                  | 30 settembre 2018 | 26 gennaio 2019      |
| 9  | There's No Place Like Home, Baby | Nessun posto è bello come casa mia | 7 ottobre 2018    | 26 gennaio 2019      |